# Jan Kooistra (schilder)
Jan Kooistra (Damwoude, 3 februari 1950 - 21 januari 2021) was een kunstschilder, bekend geworden met aquarellen van bloemen, de Waddenzee, Friese landschappen en andere onderwerpen. Hij maakte ook olieverfschilderijen. Zijn werk is figuratief met duidelijke details.
Jan Kooistra was een autodidact die, voordat hij zich voltijds op het schilderen toelegde, een kledingwinkel had in Damwoude. Hij had een galerie in Dokkum, waar hij vaak aanwezig was.